# Lysandra parvipuncta
Lysandra parvipuncta är en fjärilsart som beskrevs av Aigner-abafi 1906. Lysandra parvipuncta ingår i släktet Lysandra och familjen juvelvingar. Inga underarter finns listade i Catalogue of Life.